# URL Badman
URL Badman è una canzone della cantante britannica Lily Allen. La canzone è stata pubblicata il 13 gennaio 2014 come quarto singolo del terzo album della cantante, Sheezus (2014). Il video musicale è stato pubblicato sull'account YouTube della Allen il 2 gennaio 2014.
Il lato-B della canzone, Bass Like Home è un brano disponibile solamente per il Regno Unito.

## Descrizione
Il tema principale della canzone è internet, in particolare Allen critica coloro che passano la loro vita davanti al computer prendendo in giro gli altri sul web, i cosiddetti troll. Nella canzone, Lily Allen  parla come un ragazzo.

## Il video
Nel video c'è un'introduzione, un dialogo tra un ragazzo chiamato Alexander e sua madre (doppiati ambedue da Lily Allen). Nel video appaiono dei ragazzi che si dividono in due.

## Tracce
- Download digitale[1]

1. URL Badman – 3:39
2. Sheezus (Redlight Deconstructed Mix) – 4:37
3. Bass Like Home – 3:59

## Classifiche
| Classifica (2014) | Posizione massima |
| ----------------- | ----------------- |
| Regno Unito       | 93                |